# Black Coal
Pour plus de détails, voir Fiche technique et Distribution.
Black Coal (chinois : 白日焰火, Bái rì yàn huǒ) est un film sino-hongkongais écrit et réalisé par Diao Yi'nan, sorti en 2014.
Il remporte l'Ours d'or du meilleur film ainsi que l'Ours d'argent du meilleur acteur pour Liao Fan lors du festival de Berlin 2014.

## Synopsis
En 1999, les morceaux du corps d'un mineur sont retrouvés dans plusieurs raffineries à charbon. L’inspecteur Zhang Zili cherche à savoir pourquoi le corps a été dispersé aux quatre coins de la Mandchourie. Lors de l'interpellation de suspects, il est blessé et doit abandonner son poste de policier.
Cinq ans plus tard, deux nouveaux meurtres sont commis dans la région. La police locale soupçonne Wu Zhizhen, l’épouse de la première victime d’être liée aux meurtres. Zhang, devenu agent de sécurité travaillant pour une entreprise privée, décide de reprendre l'enquête à son compte ,.

## Fiche technique
- Titre français : Black Coal
- Titre original : 白日焰火 (Bái rì yàn huǒ)
- Titre international : Black Coal, Thin Ice
- Réalisation : Diao Yi'nan
- Scénario : Diao Yi'nan
- Directeur de la photographie : Dong Jingsong
- Montage : Hongyu Yang
- Décors :
- Costumes :
- Production : Vivian Qu réalisatrice par ailleurs de Trap Street[4].
- Sociétés de production :
- Pays d'origine : Chine, Hong Kong
- Langue : Chinois
- Durée : 106 minutes
- Format : Couleur - 1:1.85
- Genre : policier
- Dates de sortie :
  -  Allemagne : 12 février 2014 (Berlinale 2014)
  -  Chine : 21 mars 2014
  -  Hong Kong : 27 mars 2014
  -  France : 11 juin 2014

## Distribution
- Liao Fan (V. F. : Loïc Houdré) : le policier Zhang Zili
- Kwai Lun-Mei (V. F. : Lisa Martino) : Wu Zhizhen, lʼemployée de la teinturerie
- Wang Xue-Bing : Liang Zhijun, le mari de Wu Zhizhen
- Wang Jing-Chun : Rong Rong, le patron de la teinturerie

Version française (V. F.) sur le site d’AlterEgo (la société de doublage)

## Autour du film
Le titre international, Black Coal, Thin Ice, signifie « Charbon noir, glace fine ». Selon le réalisateur, ces deux titres sont les côtés pile et face d'une même pièce : l'un correspond à l'imaginaire et l'autre à la réalité, le charbon et la glace étant deux indices liés au meurtre, alors que l'autre est un artifice utilisé pour se protéger de la cruauté du monde.

## Distinctions

### Récompenses
- Festival international du film de Berlin 2014 :
  - Ours d'or[7]
  - Ours d'argent du meilleur acteur pour Liao Fan[7]

### Nominations et sélections
- AFI Fest 2014 : sélection « World Cinema »
- Festival international du film de Locarno 2014
- Festival international du film de Saint-Sébastien 2014 : sélection « Pearls »
- Festival du film de Sydney 2014